# Hakarps landskommun
Hakarps landskommun var en tidigare kommun i Jönköpings län. 

## Administrativ historik
När 1862 års kommunalförordningar trädde i kraft inrättades i Hakarps socken i Tveta härad denna kommun. Den delades 1907 då den södra delen avskiljdes för att bilda  Huskvarna köping. Återförening skedde 1967 då Hakarp gick upp i Huskvarna stad. Området tillhör sedan 1971 Jönköpings kommun.

### Kyrklig tillhörighet
I kyrkligt hänseende tillhörde kommunen Hakarps församling.

## Geografi
Hakarps landskommun omfattade den 1 januari 1952 en areal av 37,10 km², varav 36,99 km² land. Efter nymätningar och arealberäkningar färdiga den 1 januari 1957 omfattade landskommunen den 1 november 1960 en areal av 36,46 km², varav 35,97 km² land.

### Tätorter i kommunen 1960
I Hakarps landskommun fanns del av tätorten Jönköping, som hade 2 233 invånare i kommunen den 1 november 1960. Tätortsgraden i kommunen var då 75,0 procent.

## Politik

### Mandatfördelning i valen 1938–1962
| 13 | 5 | 2 |

| 20 |

| 12 | 1 | 4 | 3 |

| 20 |

| 3 | 11 | 2 | 4 |

| 19 |

|  | 15 | 7 | 2 |

| 25 |

|  | 14 |  |  | 6 | 2 |

| 24 |

|  | 14 |  | 5 | 4 |

| 23 |

|  | 14 | 2 | 5 | 3 |

| 23 |